# Cristobal Jodorowsky
Cristobal Jodorowsky, all'anagrafe Axel Jodorowsky (Città del Messico, 24 luglio 1965 – Città del Messico, 15 settembre 2022), è stato un attore, scrittore, pittore e drammaturgo messicano con cittadinanza francese.

## Biografia
Nato come Axel Jodorowsky, successivamente prese a farsi chiamare Cristóbal, nome con cui divenne conosciuto. Figlio di Alejandro Jodorowsky e Valerie Trumblay, nacque a Città del Messico. Era il secondo dei cinque figli di Alejandro. I suoi fratelli: Brontis, Teo (1971-1995), Adan e sua sorella Eugenie. Il padre si era trasferito a Parigi già nel 1953 dove aveva fondato con Fernando Arrabal e Roland Topor il movimento teatrale Panico.
Coinvolto fin da bambino dal padre in numerosi progetti teatrali e cinematografici (interpretò fra gli altri il giovane Phoenix, protagonista del film Santa Sangre del 1985 e il Teosofo di La danza della realtà nel 2013) Cristóbal Jodorowsky si formò poi alla scuola del mimo Marcel Marceau. Approfondì negli anni il metodo Stanislavskij, i laboratori di Grotowski per approdare quindi al Teatro Laboratorio. La sua formazione teatrale proseguì a Parigi. Primo attore del Teatro del Silenzio, a Aurillac, Francia, seguì un percorso di danza contemporanea nella compagnia francese Le timbre.
Già durante l'infanzia, trascorsa a Città del Messico, ebbe contatti con guaritori e sciamani locali. Cresciuto alla scuola "psicomagica" del padre approfondì poi tecniche spirituali fra Messico, Cile, Perù, Colombia, Venezuela e poi Indonesia, Filippine e India per dare vita a un suo particolare psicosciamanesimo rituale che univa la conoscenza ancestrale al pensiero contemporaneo. A Parigi perfezionò le proprie conoscenze attraverso lo studio di psicoterapia e pratiche energetiche coinvolgendo la macchina teatrale per dare vita a psicorituali collettivi. Nel 2007 pubblicò in Spagna il libro Il collare della Tigre edito in Italia da Ponte alle Grazie - TEA e stampato in una decina di paesi. Nel 2011 uscì il documentario Quantum Men, diretto da Carlos Serrano Azcona, sullo psicosciamanesimo, con Cristóbal Jodorowsky come protagonista.
Nel 2012 Jodorowsky diede vita a Metamundo, un corso di due anni per "vivere una vita piena, da individui creativi e realizzati, integrando strumenti come la psicomagia, la metagenealogia, i tarocchi evolutivi", l'enneagramma con incontri fra Messico, Colombia, Italia e Spagna. La sua attività artistica comprendeva anche un'intensa e apprezzata opera pittorica. Dopo oltre vent'anni a Parigi tornò a Città del Messico ma continuò a portare i suoi "spettacoli terapeutici" in ogni parte del mondo.
Morì il 15 settembre 2022 all'età di 57 anni per un arresto cardiaco improvviso.

## Filmografia
- Pubertinaje, regia di José Antonio Alcaraz (1971)
- Santa Sangre, regia di Alejandro Jodorowsky (1989)
- Miss Bolero, regia di Leo Kocking (1993)
- Ciro Norte, regia di Erich Breuer (1998) - cortometraggio
- Quantum Men, regia di Carlos Serrano Azcona (2011)
- La danza della realtà, regia di Alejandro Jodorowsky (2013)